# Hanne Lippard

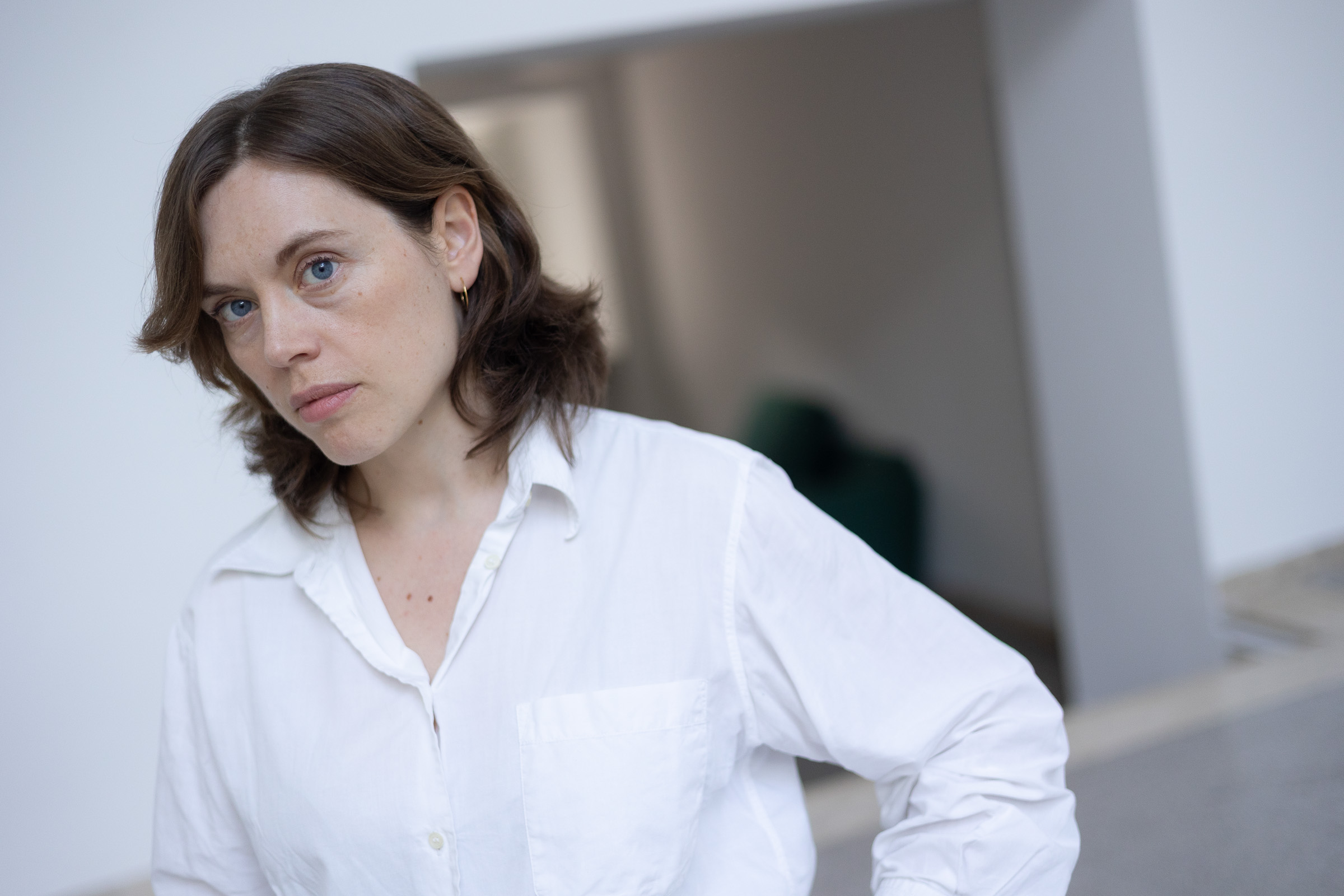
Hanne Lippard (2024)

Hanne Lippard (* 1984 in Milton Keynes) ist eine norwegische Künstlerin, die in England geboren wurde. Seit 2010 lebt und arbeitet sie in Berlin. Sprache als Material in allen Erscheinungsformen bildet den Fokus ihres Schaffens. Zu den bevorzugten Formaten zählen Performances, Lesungen, Konzerte, Audio-Installationen, Skulpturen und Klangobjekte, sowie Druckwerke und Poesie.

## Leben und Werk
Hanne Lippard wuchs in einem mehrsprachigem Umfeld auf: den größten Teil ihrer Kindheit verbrachte sie in Norwegen. Neben ihren Muttersprachen Norwegisch und Englisch, beherrscht sie Schwedisch, Niederländisch und Deutsch. Seit frühesten Zeiten interessiert sie sich für das Schreiben.

### Studium an der Gerrit Rietveld Academie
Von 2006 bis 2010 studierte Hanne Lippard Grafikdesign an der Gerrit Rietveld Academie, Amsterdam.  Ein wesentliches Merkmal der niederländischen Campus Universität ist ein offenes Konzept: Den Studierenden wird ein breites Spektrum an Studiengängen geboten. Zugleich werden sie zu forschendem Hinterfragen tradierter Disziplingrenzen angeleitet.
In dieser freilassenden Atmosphäre konnte Hanne Lippard ihre ausgeprägte metasprachliche Sensibilität in experimentellen Präsentationsformen erproben und weiter entwickeln. Ihre Mentoren ermutigten sie, in eine künstlerische Richtung zu gehen und sich weniger an der traditionellen Laufbahn einer angewandten Grafikerin zu orientieren. So schloss sie ihr Graphic Design Studium unüblicherweise mit Sprachwerken, Filmen und zeitbasierten Stücken ab. Von der grafischen Visualisierung von Sprache verlagerte sich ihr Interesse auf das gesprochene Wort und ihren Klang.

### Verlegung des Lebensmittelpunktes nach Berlin
Nach dem Bachelor of Arts (2010) verlegte Hanne Lippard den Lebensmittelpunkt nach Berlin. Von hier aus entfaltete die Künstlerin innerhalb weniger Jahre eine rege internationale Ausstellungs- und Performancetätigkeit. So wurde sie etwa nach Mexiko (2012), zur 6th Moscow Biennale of Contemporary Art (2015) oder 9th Norwegian Sculpture Biennial (2017) eingeladen.

### Sprache als Medium und Material
Die kreative wie konzeptuelle Auseinandersetzung mit dem Medium Sprache, häufig unter Verwendung der eigenen Stimme wie des eigenen Körpers, blieb ein primäres Interesse.
Hanne Lipphards gesellschaftskritische Präsentationen umkreisen Fragen nach Möglichkeiten und Wirkung von Relationen zwischen Inhalt und audiovisuell wahrnehmbaren Formen. Sie untersucht, wie Sprache als geschriebener oder gedruckter Text, als Folge unbestimmter Lautäußerungen oder definierter situativer Sprechakt hervorgebracht wird, sich durch leichte Verschiebungen verändert und in einem bestimmten räumlichen, zeitlichen wie sozialen Zusammenhang spezifische Wirkungen entfalten kann.

Auch wenn andere Inspirationsquellen zugrunde liegen, erinnern die Verfahrensweisen Hanne Lippards im Grenzbereich von Sprache und Musik vielfach an künstlerische Praxen der konkreten Poesie. In ihr wurde:
„...das hierarchische prinzip der syntax aufgebrochen und das wort als autonom verfügbares gestaltungselement freigesetzt. das führte im extremfall zu einer art atomzertrümmerung des wortes in seine phonetischen bestandteile, die einzelnen sprachlaute...“ [Kleinschreibung durch Autor Gerhard Rühm, einen der Hauptvertreter konkreter Poesie]

### Zusammenarbeit mit Lucinda Dayhew im DuoLuci Lippard
Seit 2014 verbindet Hanne Lippard eine engere Zusammenarbeit mit der australischen Künstlerin Lucinda Dayhew, die sie in Performances am Schlagzeug oder mit einer Soundmachine begleitet. Das gelegentliche Duo gab sich den anspielungsreichen, wie programmatischen Namen Luci Lippard. Phonetisch erscheint dieser wie ein Aufruf der feministischen, in New York wirkenden Kunst-Kritikerin und Autorin Lucy Lippard (* 1937).

### Auseinandersetzung mit der Geschichte der Wahrnehmung von Frauenstimmen
Angeregt von der kanadischen Dichterin und Philologin Anne Carson (* 1950) thematisiert die Künstlerin darüber hinaus häufig den kulturell kodierten Umgang mit Frauenstimmen, deren Lautäußerungen in patriarchalisch dominierten Räumen des Westens seit der Antike oft negativ konnotiert wurden.

In diesem Sinne betitelt sie einen ihrer poetischen Schlüssel-Texte mit Tripod: Gemeint ist jener dreibeinige Hocker, der selbst auf unebenem Gelände Stabilität garantiert, und auf dem, nach antiker Mythologie, die Priesterin Pythia von Delphi Platz nahm. Aufsteigende Dämpfe von bewusstseins-erweiternder Wirkung lösten ihre Zunge. Ihren Worten wurde Wahrheitscharakter zugesprochen. Hanne Lippard, deren Identifikation mit Pythia dieser Text nahe legt, nimmt die nachträgliche Überlieferung durch eine männlich dominierte Autorenpraxis in den Blick: 
„Whether or not she spoke through the force of her own voice or acted as a vessel for the voice of the divine is disputed, as nobody was there to record her performances. The only recorded remnants derive from scripted interpretations of her speeches, noted down and transformed into logic by a predominantly male audience.“

### Auseinandersetzung mit Klang, Semantik und Semiotik IT-gestützter Kommunikation

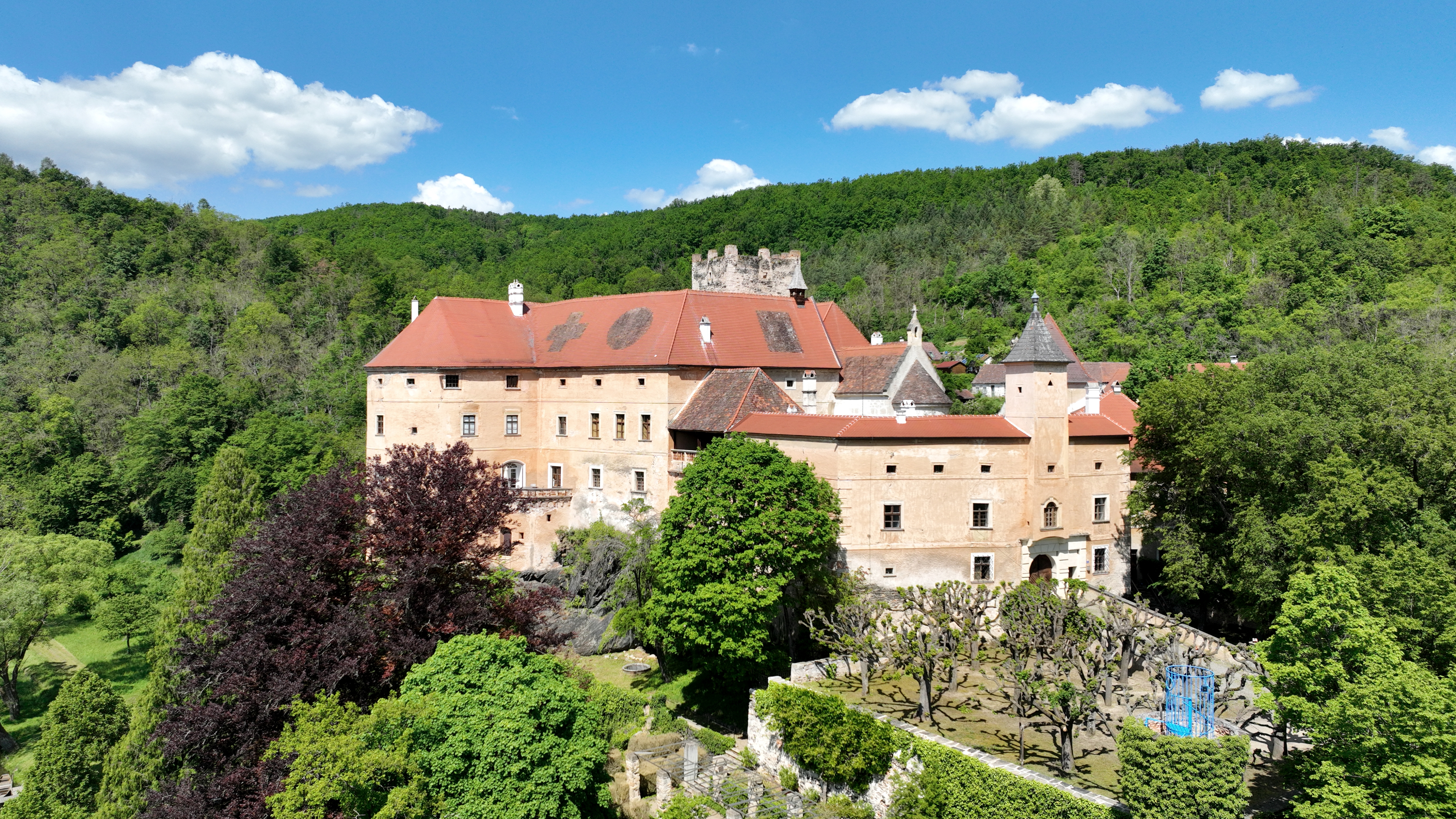
Hanne Lippard, Locus (2011/2018) Audioinstallation im Kunstraum Buchberg / Schloss Buchberg am Kamp (NÖ): Vorne rechts ragt eine türkisfarbene Spindeltreppe von 7 m Höhe aus einem Wachturm. Die Betrachter werden auf eine Aussichtsplattform geführt und ihr Blick in die wilde Landschaft entlassen, während die Stimme der Künstlerin von der Differenz subjektiver Wahrnehmungen erzählt. (Audio: 4:28)

Ein weiteres wichtiges Thema ihrer Arbeiten ist die Reflexion über die Folgen neuer Informationstechnologien und blinder, maschinenbasierter Kommunikation in öffentlichen wie privaten Räumen. 
Hanne Lippard greift dabei auf vorgefundene Phrasen, Slogans oder umgangssprachliche Wortprägungen aus Social-Media-Kanälen zurück, verfremdet und ordnet diese verbenlos in melodisch-rhythmischen Sequenzen an. Hörende tauchen in eine Informationsflut ohne Narration und ohne Gegenüber.

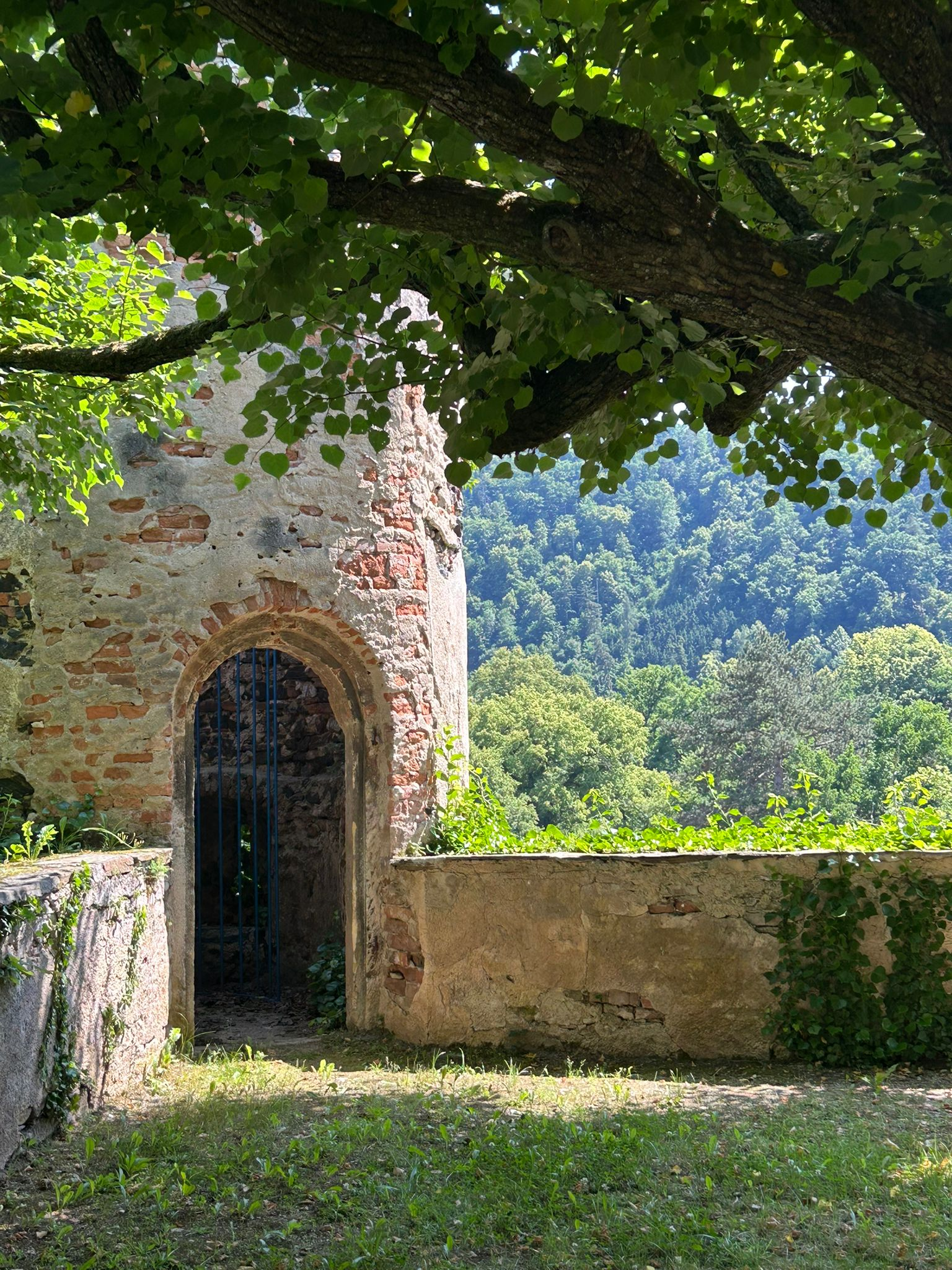
Wachturm im Lindengarten von Schloss Buchberg am Kamp. Eingang zur Audioinstallation [https://www.kunstraumbuchberg.at/kunstraum/2018-lippard/ Locus von Hanne Lippard

2018 nahm Hanne Lippard an der Gruppenausstellung Blind Faith. Between the Visceral and the Cognitive in Contemporary Art im Haus der Kunst in München teil. Ihre Rauminstallation Mindfulmess bestand aus einem komfortablen Tagesbett. Ein Stoffdruckmuster mit grell glacierten Donuts zierte die Überdecke. Den Ort vermeintlicher Entspannung und Süße umfing ein Soundtrack (3:07). Zu hören war Hanne Lippards Stimme. Es reihten sich Sprachhülsen aneinander, die Lippard den banalen Angeboten entlehnte, mit denen Social-Media-Kanäle in den üblichen Zeiten der Mittagspause ihren Nutzern aufwarten und dabei oft absurde lebenspraktische Hinweise anpreisen.

Daniel Milnes kommentierte die Soundinstallation mit folgenden Worten: 
„By consciously picking at the seams of her found and fabricated texts, Lippard makes us acutely aware of the fragility of language as a tool for conveying meaning and sense. She exposes its flaws, its oddities, its double entendres, and its potential for misinterpretation through series of calmly obsessive utterances that bear an affinity for the iconoclastic literary experiments of the Dada movement.“

### Zusammenarbeit mit den Musikern Ellen Arkbro und Hampus Lindwall
2023 wurde Hanne Lippard von der Françoise Siegfried-Meier Stiftung zu einer Künstlerresidenz in La Becque / La Tour-de-Peilz am Genfer See eingeladen. Dort traf sie mit der schwedischen Komponistin und Musikerin Ellen Arkbro zusammen. Dieser Künstlerkontakt, wie ein gut ausgestattetes Studio inspirierten zur Entwicklung in neue Richtungen. Gemeinsam mit dem Organisten und Improvisator Hampus Lindwall gaben Hanne Lippard und Ellen Arkbro unter dem ironischen Titel How do I know if my cat likes me? 2025 ein Album heraus, das u. a. auf meditativ minimalistische Art Klänge der örtlichen Orgel in Saint Théodule mit Vokalisationen Lippards verbindet.

## Preise, Nominierungen und Stipendien (Auswahl)
- 2012: Goldrausch-Künstlerinnenprojekt, Berlin
- 2015: ars viva Preis des Kulturkreises der deutschen Wirtschaft, Berlin
- 2018: nominiert für den Nam June Paik Award
- 2023: Françoise Siegfried-Meier - Stipendium, La Tour-de-Peilz[17]
- 2024: Preis der Nationalgalerie Berlin[19]
- 2024/2025: Rompreis Villa Massimo.[20]

## Audio-Installationen, Perfomances und Ausstellungen (Auswahl)
- 2012 Artistas poesía en voz alta, Mexiko City, Museo Universitario del Chopo
- 2015: 6th Moscow Biennale of Contemporary Art
- 2015: The Future of Memory, Kunsthalle Wien
- 2017 9th Norwegian Sculpture Biennial
- 2017: Die Kunst ist öffentlich, Hamburger Kunsthalle
- 2017: Flesh, KW Institute for Contemporary Art, Berlin (solo)
- 2017: Numb limb, David Dale Gallery & Studios, Glasgow (solo)
- 2017: ahem, FUTURA, Centre for Contemporary Art, Prag (solo)
- 2018: Blind Faith, Haus der Kunst, München
- 2018: Rinnzekete bee bee nnz krr müü, Nassauischer Kunstverein, Wiesbaden
- 2018: Ulyd, Kunsthall Stavanger, Stavanger (solo)
- 2018 FriArt, Fribourg
- 2018 Nam June Paik Award
- 2018: Westfälischer Kunstverein, Münster
- 2018: DOING THINGS WITH WORDS, Kunstverein Braunschweig, Braunschweig
- 2018: Antarctica. An Exhibition on Alienation; Kunsthalle Wien
- 2018 Voici des fleurs, La Loge, Brussels
- 2019: This is my body - My body is your body - My body is the body of the word;  Maison de la Culture, Namur
- 2019:There Is Fiction in the Space Between, n.b.k., Berlin
- 2019: Goethe in the Skyways, Minneapolis
- 2019: Art Night London
- 2020: Our present, Museum für Gegenwartskunst, Siegen
- 2020: ART 4 ALL, Hamburger Bahnhof
- 2020: and suddenly it all blossoms, RIBOCA 2, Riga
- 2020: X, Frac des Pays de la Loire, Carquefou
- 2021: Fade-out, Furiosa, Monaco, Monte-Carlo
- 2021: Contact, Mood, Share im MHKA, Antwerpen
- 2021: Le langage est une peau, FRAC Lorraine, Metz
- 2022: The Myths and Realities of Achieving Financial Independence im CCA, Berlin
- 2024: No other cure none other than words in talking, Kunsthalle Baden Baden
- 2024: 12. Preis der Nationalgalerie, Hamburger Bahnhof, Berlin
- 2025: TUNE: Hanne Lippard & Laurel Halo, Sour Loop, Haus der Kunst, München